# Frente Farabundo Martí de Libertação Nacional

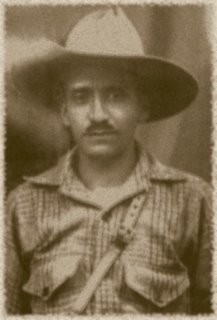
Agustín Farabundo Martí Rodríguez (1853-1932), líder comunista que inspirou a criação da FMLN.

A Frente Farabundo Martí de Libertação Nacional (em castelhano:  Frente Farabundo Martí para la Liberación Nacional), também conhecida pelo acrônimo FMLN, é um partido político socialista de El Salvador.

## Histórico

### Guerrilha
Em março de 1980, o assassinato do arcebispo de San Salvador, Óscar Romero, defensor dos Direitos Humanos, marcou o começo da guerra civil no país. A FMLN foi fundada como um grupo guerrilheiro em 10 de outubro daquele ano, a partir da fusão das outras cinco organizações políticas - Forças Populares de Liberatação Farabundo Martí (FPL), Exército Revolucionário do Povo (ERP), Resistência Nacional (RN), Partido Comunista Salvadorenho (PCS) e Partido Revolucionário dos Trabalhadores Centroamericanos (PRTC). Seu nome é uma referência ao líder comunista Farabundo Martí, fundador e dirigente do PCS em 1930.
No mesmo ano, em dezembro, o cristão-democrata, José Napoleón Duarte, membro da junta civil-militar que havia tomado o poder em 1979, através de um golpe de estado, assumiu o poder, tornando-se presidente. As ações da guerrilha, capitaneadas pelo partido, desestruturaram vários serviços do país, como transporte, energia e comunicações, fazendo com que o mesmo termine a década de 1980 dominando ¼ do território salvadorenho. Em novembro de 1989, a FMLN chegou a dominar partes de San Salvador, mas falhou na tentativa de derrubar o governo central, que contava com o apoio financeiro e militar dos Estados Unidos. O então presidente americano Ronald Reagan, considerando que a FMLN era uma organização terrorista, alimentou o combate à guerrilha com US$ 1 milhão por dia.

### Acordo de paz
Em abril de 1991, as negociações com o governo para a assinatura de um acordo de paz foram retomadas, sob intermediação da ONU. Representantes do governo de Alfredo Cristiani e da FMLN assinaram em janeiro de 1992 os Acordos de Paz de Chapultepec, acabando definitivamente com a guerra. Como resultado desses Acordos, uma nova Constituição foi promulgada, as Forças Armadas passaram a ser reguladas, uma força policial civil foi estabelecida e a FMLN se transformou de um grupo guerrilheiro num partido político. Em 1993, uma lei de anistia foi aprovada.

## Resultados em eleições
Nas eleições parlamentares de 2003, o partido conquistou 31 das 84 cadeiras na Assembleia Legislativa, virando o partido com mais membros. Em 2006, o partido ganhou uma cadeira, mas foi ultrapassado pela Aliança Republicana Nacionalista (ARENA) no número de membros na Assembleia. Em 2009, o partido adquiriu 35 cadeiras, o máximo conseguido pelo partido em sua história.
Em 1994, na primeira eleição presidencial em que participou, a FMLN conseguiu com que seu candidato, Rubén Zamora, fosse para o segundo turno, mas este obteve apenas 31,7% dos votos contra 68,3% de Armando Calderón Sol.
Em 1999, o candidato do partido, Facundo Guardado, obteve 29,05% dos votos contra 51,96% de Francisco Flores Pérez no primeiro turno.
Em 2004, o já falecido Schafik Handal obteve 35,68% dos votos no primeiro turno contra 57,71% de Antonio Saca.
Em março de 2009, a FMLN conseguiu eleger Mauricio Funes presidente no primeiro turno com 51,32% dos votos. Foi a primeira vez em 18 anos que a ARENA não conseguiu eleger o presidente do país. João Santana, responsável pela campanha de reeleição do presidente brasileiro Luiz Inácio Lula da Silva, foi o coordenador da vitoriosa campanha de Funes.